# بطولة أورانج بول الدولية للتنس

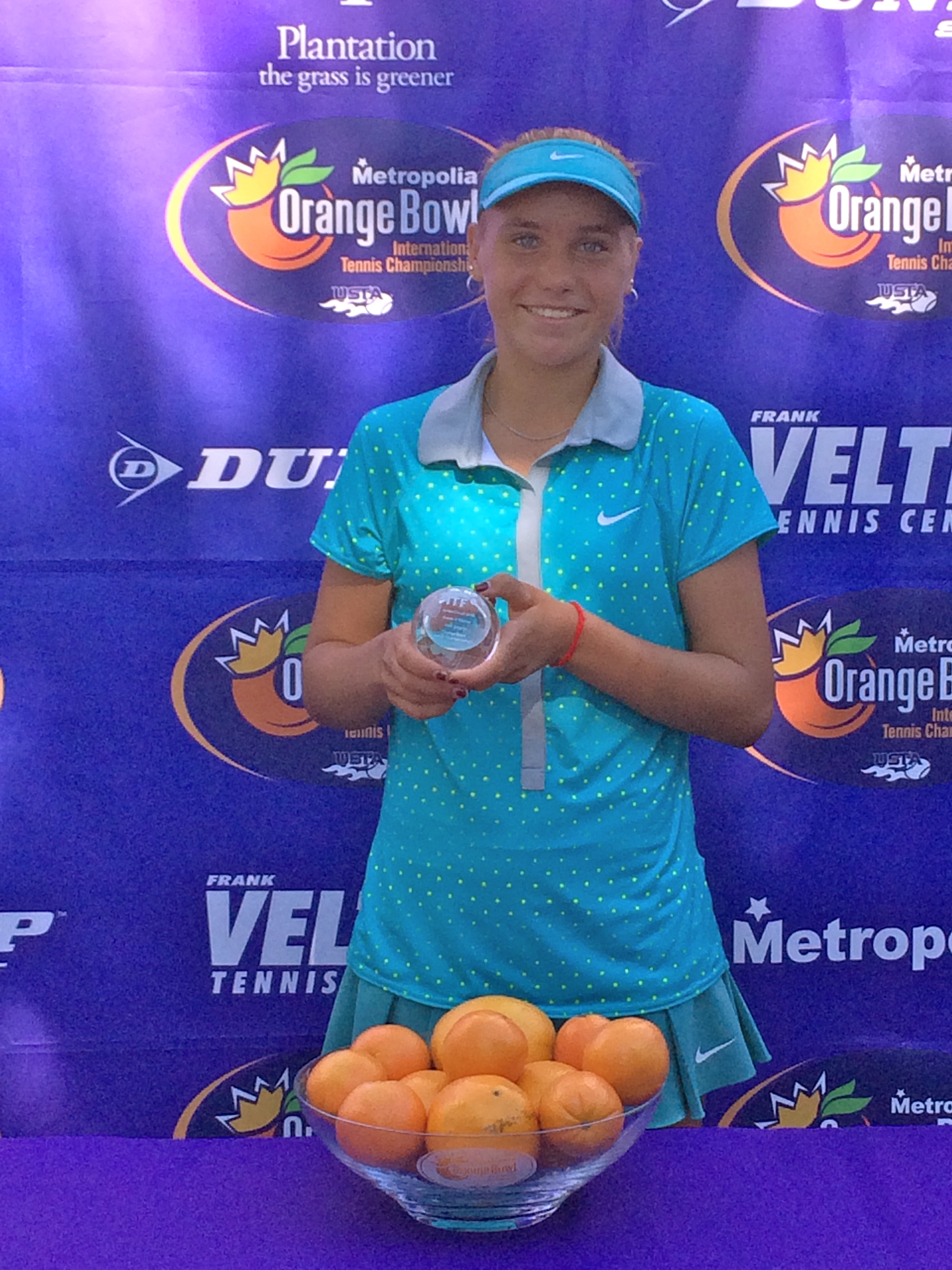
صوفيا كينين، الفائزة بجائزة دونلوب لأورانج بويل، عام 2014.

بطولة أورانج بول الدولية للتنس،(بالإنجليزية: Orange Bowl International Tennis Championships)‏ عُرفت باسم بطولة دنلوب أورانج بول الدولية للتنس بين عامي 2008 و2013 عندما كانت دنلوب الراعي الرئيسي، ثم أعيد تسميتها إلى بطولة ميتروبوليا أورانج بول الدولية للتنس منذ 2013، هي واحدة من أبرز بطولات التنس للناشئين. تُصنَّف ضمن الفئة "الدرجة أ" من قبل الاتحاد الدولي للتنس، مما يضعها بين أهم خمس بطولات في هذه الفئة. تأسست البطولة عام 1947 في ميامي بيتش، وشملت على مدار سنواتها منافسات الفردي والزوجي للفتيان والفتيات في فئتي "تحت 18 عامًا" (تحت 19) و"تحت 16 عامًا" (تحت 17). أُقيمت البطولة بين عامي 1999 و2010 في كراندون بارك، كي بيسكاين، فلوريدا، قبل أن تنتقل في 2011 إلى مركز فرانك فيلتري للتنس في بلانتيشن، فلوريدا.